# Morgan Jones
Morgan Jones é um personagem fictício da série de quadrinhos americana The Walking Dead, e é retratado por Lennie James na série de televisão de mesmo nome e na série derivada Fear the Walking Dead. Ele foi criado pelo escritor Robert Kirkman e pelo desenhista Tony Moore. Tanto nos quadrinhos quanto na série de televisão, Morgan é um pai dedicado que luta para superar a recente morte de sua esposa (chamada Jennie apenas na série de TV) e seu filho, Duane. Eles buscam refúgio na cidade natal de Rick Grimes depois que o surto ocorre e são os primeiros sobreviventes que Rick encontra depois de acordar de seu coma.

## Biografia fictícia

### Quadrinhos
Depois que seu filho Duane nocauteou um Rick confuso que estava vagando pelas ruas de Cynthiana, Kentucky em busca de respostas, Morgan percebeu que o homem não era um zumbi e o abrigou em sua casa até que ele se recuperasse. Morgan e Duane informaram ao policial sobre o evento pelo qual o mundo está passando e ele lhes deu algumas armas da delegacia em agradecimento pela hospitalidade. Depois de decidir ir encontrar sua família em Atlanta, Rick e Morgan se separaram na esperança de se encontrarem novamente em um futuro próximo.
Morgan e Duane decidiram ficar na cidade e continuaram morando na vizinhança por um longo tempo, embora nunca tenham sido vistos vivos novamente após a partida de Rick. No Natal, Morgan deu a seu filho um gameboy que havia encontrado em uma de suas corridas de suprimentos para distrair a mente do menino do mundo brutal que os assombra.
Vários meses se passaram após seu primeiro encontro e enquanto o grupo de Rick viajava para Washington, DC, o policial decidiu parar em sua cidade natal para procurar as armas restantes na delegacia e enquanto passeava por seu antigo bairro ele se encontrou com Morgan mentalmente instável, que o viu imediatamente o reconheceu. Morgan explicou a Rick que Duane havia sido mordido meses atrás e que ele não foi capaz de matá-lo e o alimentou desde sua transformação. Rick o ofereceu a chance dele viajar com eles e Morgan concordou tristemente. Antes de sair de casa, Morgan, ainda incapaz de acabar com seu filho, libertou Duane de suas correntes para que ele pudesse vagar silenciosamente pela casa. Desde que entrou para o grupo, Morgan continuou incapaz de superar a dor pela perda do filho e começou a mostrar sinais de demência e comportamento autolesivo que começou a perturbar o grupo. Morgan tentou recriar a relação que tinha com seu filho usando Carl, mas ele o rejeitou veementemente e começou a tratá-lo com indiferença e relutância. Depois que Ben se tornou uma ameaça para todo o grupo, Morgan foi a única testemunha que viu Carl assassinar o menino, mas decidiu ficar quieto para evitar conflitos. Morgan normalmente ouvia o choro de Carl e tentou várias vezes falar com ele sobre isso, mas o menino continuou a ser hostil com ele. Aos poucos o homem foi superando seus traumas e também começou a se vincular a Michonne.
Morgan e o grupo chega à Zona Segura de Alexandria, onde se instala com os demais dentro de uma das casas. Morgan teve muitos problemas para tentar se encaixar na sociedade novamente. No entanto, quando o líder da comunidade confiou a Morgan o trabalho de cozinheiro, ele não levantou objeções e ficou feliz com sua posição. Durante a festa de boas-vindas que os moradores da Zona Segura ofereceram em homenagem a Rick, Morgan saiu bem cedo, pois se sentiu incomodado e graças a isso conheceu Michonne melhor, que compartilhava seu mesmo sentimento de desconforto. Depois de conversar um pouco, os dois descobriram que tinham várias coisas em comum e acabaram fazendo sexo. Depois de terminar de fazer sexo com Michonne, Morgan começou a se sentir culpado pelo que fez e sentiu que tudo estava errado. O homem se sentiu terrivelmente mal por trair a memória de sua esposa morta e não conseguindo superar isso, ele comunicou a Michonne, que ficou brava com ele por isso e decidiu não continuar um relacionamento.
Apesar do que havia acontecido, Morgan continuou a visitar Michonne e tentou explicar a ela o motivo pelo qual ele não conseguia esquecer sua esposa morta e então a mulher decidiu lhe dar uma segunda chance. No entanto, as coisas pioraram novamente depois que o homem fez comentários inadequados novamente depois que ele terminou de fazer sexo com a mulher e então ela finalmente terminou o que estava acontecendo entre eles. Dias depois, durante o ataque de um bando de caminhantes à Zona Segura de Alexandria, Morgan ajudou Rick a defender o local e acabar com algumas das criaturas. No meio da batalha, Morgan foi mordido no braço por um dos mortos-vivos e, embora Michonne tivesse amputado seu braço infectado para evitar que o vírus se propagasse, o homem começou a agonizar e seu estado se deteriorou rapidamente. Em seu leito de morte, Morgan falou com Carl e contou-lhe o que viu no dia em que Ben morreu e, finalmente, aconselhou-o a nunca perder de vista o fato de que ele era um bom menino. Morgan começou a delirar com o filho morto de febre e em poucas horas ele morreu. Michonne então, tristemente, acabou com ele antes que ele voltasse como zumbi e ele acabou sendo enterrado junto com todos os outros que morreram no ataque.

### Série de televisão

Morgan Jones como retratado na série de TV por Lennie James.

Morgan e sua família sairam de sua cidade e tentaram ir pra Atlanta quando as redes de comunicações pararam nas fases inicias do apocalipse. No caminho, sua esposa Jenny é mordida por um zumbi e eles decidem se alojar na cidade de King County. Sua esposa morre com a febre causada pela infecção e Morgan solta ela na cidade após a mesma se transformar. Ele e seu filho Duane continuam por ali.

#### 1ª Temporada
Algumas semanas depois, eles encontraram o assistente de xerife Rick Grimes (Andrew Lincoln) que estava andando pela rua após sair de um coma e não saber de nada desse novo mundo. No primeiro momento, Duane acredita que Rick é um zumbi e o nocauteia com uma pá. Ao verem que era uma pessoa viva, Morgan e seu filho levam Rick até a casa que eles estão ficando (antiga casa dos vizinhos de Rick). Rick acorda e diz a Morgan como que ele foi parar no hospital e que está procurando sua família. Morgan conta a ele no que o mundo se tornou, conta sobre Jenny e diz a ele que sua família deve estar em Atlanta. Eles vão até a delegacia em que Rick trabalhava e pegam ali várias armas e munições. Rick se despede de Morgan e segue até Atlanta em busca de sua família. Morgan e seu filho permanecem na cidade, pois ele diz que tem que matar sua esposa transformada. Eles combinam de se comunicar ao longo da estrada por rádios que eram usados pelos policias nas missões. Morgan e seu filho retornam para casa, onde ele vai até o segundo andar em tentar matar sua esposa Jenny zumbificada, porém, não consegue.

#### 3ª Temporada
Meses depois, Rick, seu filho Carl (Chandler Riggs) e Michonne (Danai Gurira) decidem voltar à cidade de King County. Lá eles encontram várias armadilhas por toda a cidade e vários corpos de zumbis queimados. Rick descobre que o autor de tudo isso é Morgan, e este se tornou um homem desequilibrado e perturbado. Morgan sobe em cima de um prédio e começa a atirar em Rick e nos outros, porque acredita que são invasores. Carl consegue acertar um tiro no colete de Morgan, desmaiando-o na hora. Rick pega Morgan e o leva até a casa em que ele planeja as armadilhas e guarda o arsenal. Quando Morgan acorda, não reconhece Rick, e tenta matá-lo, mas após um momento de lucidez ele se lembra do mesmo. Morgan conta a ele que seu filho Duane foi morto por sua esposa Jenny, e só aí ele teve coragem de matá-la. Rick também conta a Morgan tudo o que passou nesse tempo e tenta levar Morgan consigo pra seu grupo, mas Morgan recusa e implora pra Rick matá-lo, porém, este não o faz. Os dois se despedem novamente e cada um segue seu destino.

#### 5ª Temporada
Vários meses depois, um homem é visto mascarado e se aproximando de uma placa de Terminus no qual alguém (Rick) havia escrito "Não Há Santuário". Ele se vira e tira a máscara, revelando que é Morgan, que encontra uma marca em uma árvore e começa a seguir seu rastro. Morgan segue as marcas nas árvores deixadas por Gareth (Andrew J. West) até uma escola primária onde ele e os caçadores canibalizaram a perna de Bob Stookey (Lawrence Gilliard Jr.). Morgan deixa um zumbi imobilizado nos escombros e se encontra na igreja do padre Gabriel (Seth Gilliam), onde prepara um santuário improvisado e se ajoelha diante dele, orando um pouco antes de rir. Morgan encontra um mapa com uma rota para Washington, D.C. deitado no chão e lê a mensagem que Abraham Ford (Michael Cudlitz) havia deixado para Rick. Morgan percebe que seu amigo ainda está vivo em algum lugar.
No final da temporada, Morgan está agora na Virgínia e dormindo dentro de um carro, antes de iniciar uma fogueira. Um homem se aproxima dele com uma arma, revelando que ele é um membro da gangue Os Lobos, e após uma breve conversa, exige que Morgan entregue todos os seus suprimentos, assim como ele mesmo. Enquanto outro membro dos Lobos ataca Morgan por trás com uma faca, Morgan se esquiva do ataque e luta contra os homens com um bastão de madeira, dominando-os e deixando-os inconscientes. Morgan os coloca no banco de trás do carro e buzina - procurando por um zumbi por perto - antes de partir. Quando Daryl Dixon (Norman Reedus) e Aaron (Ross Marquand) ficam presos em uma picape cercados por zumbis quando armam uma armadilha preparada pelos Lobos em movimento, Morgan os resgata e Aaron oferece a ele a oportunidade de ir para Alexandria como um agradecimento por salvá-los. Morgan inicialmente rejeita a oferta, mas diz que está perdido, mas está indo para algum lugar, e mostra a Daryl o mapa para Washington DC com o nome de Rick que ele encontrou na igreja. Ao perceber que Morgan sabe quem é Rick, Daryl e Aaron o leva para Alexandria, eles chegam a tempo de testemunhar Rick executar Pete Anderson sob as ordens de Deanna Monroe (Tovah Feldshuh)  após o assassinato de Reg, o marido de Deanna.

#### 6ª Temporada
Morgan e Rick contam sobre a jornada de sobrevivência de ambos durante os meses que não se viram, e na manhã seguinte, Morgan acompanha Rick sair da Zona Segura para enterrar Pete, quando eles se deparam com uma pedreira cheia de zumbis. Morgan ajuda Rick com seu plano de atrair os zumbis para fora da pedreira e longe da Zona de Segurança, sabendo que é apenas uma questão de tempo antes que eles se libertem. Morgan está presente quando eles encontram Carter (Ethan Embry) discutindo seus planos para matar Rick e retomar a Zona Segura, apontando uma arma para Eugene (Josh McDermitt). Rick desarma Carter, o que o leva a dizer a Morgan que não importa o que aconteça, pessoas como Carter vão acabar morrendo. Durante a construção de uma barreira improvisada, vários zumbis tropeçam na zona de trabalho. Rick quer que os alexandrinos os matem, mas Morgan intervém, dizendo que também não se arrisca mais. Mais tarde, enquanto o grupo está atraindo os caminhantes para fora da pedreira e longe da Zona Segura, uma buzina estridente é ouvida vindo de Alexandria. Isso faz com que a manada de zumbis comece a caminhar pela floresta e voltar para a Zona Segura, com Morgan, Rick e Michonne correndo de volta para a comunidade.
Morgan retorna mais rápido para Alexandria depois que uma grande caminhonete bateu em uma torre. Ele descobre que Alexandria foi invadida pelo grupo Os Lobos, que estão massacrando brutalmente todos que podem em Alexandria com um arsenal de lâminas. O reverendo Gabriel é atacado por um bandido, mas é salvo por Morgan. Quando questionado por Gabriel como ele aprendeu a lutar assim, Morgan respondeu, "de um fabricante de queijo". Morgan correu ao redor de Alexandria para lutar contra outros Lobos e se viu cercado por cinco deles. O líder reconheceu Morgan de seu encontro anterior. Morgan pediu que os Lobos saíssem, mas em vez disso os Lobos o atacaram. Um por um, os Lobos foram derrubados por Morgan usando apenas seu cajado na mão. Ele informa ao Lobo que seu povo tem armas e que seriam fuzilados se não fossem embora. Os Lobos finalmente obedecem ao perceber que não podem vencer. Assim que os Lobos deixam Alexandria, Morgan examina a carnificina deixada pelos agressores. Com ajuda de Carol (Melissa McBride), Morgan consegue chegar no arsenal de armas e lá eles encontram o líder de fato dos agressores. Uma briga aconteceu entre eles na sala de estar e, eventualmente, Morgan foi capaz de obter uma vantagem para subjugar o líder dos Lobos e deixá-lo inconsciente.
O episódio "Here's Not Here" revela como Morgan recuperou sua sanidade e aprendeu suas habilidades nas artes marciais com um sobrevivente chamado Eastman. Depois que Rick deixou Morgan em King County, é revelado que Morgan começou a atacar e matar qualquer um que encontrasse. Quando ele encontra Eastman, ele fica inconsciente e trancado dentro de uma cela na cabana. Enquanto Morgan inicialmente rejeita as tentativas de Eastman de conhecê-lo e ajudá-lo a superar seu trauma (constantemente dizendo a ele que ele vai matar Eastman quando ele sair), Morgan eventualmente se acalma e ouve a filosofia de Eastman. A partir de então, Eastman ensinou a Morgan como toda a vida é preciosa, além de ensiná-lo Aikido para permitir que ele se defenda com um bastão sem recorrer à força letal. O episódio mostra como Eastman morreu de uma mordida de walker, mas Morgan continua seu caminho pacífico com a promessa de nunca mais matar. O episódio termina com Morgan mostrando ter contado a história para o líder dos Lobos (trancado em seu porão) na tentativa de convertê-lo.
Mais tarde, Morgan admite a Rick e Michonne que deixou os Lobos escaparem, acreditando que as pessoas podem mudar, embora Rick duvide de sua capacidade de sobreviver sem sujar as mãos. Depois, Morgan visita Denise Cloyd (Merritt Wever) e pede sua ajuda para tratar o Lobo que ele capturou. Quando uma horda de zumbis rompe as muros de Alexandria, Carol e Morgan se refugiam na casa desde último. Eles encontram o Lobo cativo e o ameaça com uma faca, mas Morgan intervém e eles lutam, permitindo que o Lobo escape capturando Denise. O Lobo em fuga é morto e Denise é salva dos zumbis. Quando o Lobo volta como zumbi, Morgan o mata e se desculpa.
Dois meses depois, Morgan tenta impedir o grupo de lançar um ataque aos Salvadores, enquanto seus companheiros iniciam um ataque aos Salvadores, e fiel à sua filosofia — toda a vida é preciosa — ele decidiu ficar em Alexandria e continuou construindo algo no porão de uma das casas da comunidade. Mais tarde, Morgan é visto reforçando sua cela de prisão, dizendo a Rick que ele lhes dará opções no futuro. Depois que Carol desaparece, Morgan e Rick começam a procurá-la. Eles encontram um homem desconhecido, a quem Rick decide atirar depois que o homem perde seu cavalo, mas Morgan o impede, o homem já se foi no momento em que Morgan explica a Rick como tudo é um ciclo. Os dois se separam, então Rick dá a Morgan uma arma e diz a ele para voltar assim que encontrar Carol. No final da temporada, Morgan consegue rastrear o paradeiro de Carol. Ele encontra o cavalo do homem desaparecido e fica satisfeito ao ver que ele estava falando a verdade. Logo, Carol, volta e se encontra com um dos Salvadores que a atacou anteriormente, o homem atira e fere Carol 2 vezes. Quando o homem se move para matar Carol, Morgan o avisa para não fazer isso e que ele pode curá-lo, mas ele ignora os avisos de Morgan e Morgan o mata atirando nele repetidamente e então se move para ajudar Carol. Alguns homens a cavalo aparece e Morgan devolve o cavalo para eles, e os homens concordam em ajudar Carol a ficar em segurança.

#### 7ª Temporada
Os homens levam Morgan e Carol para uma comunidade conhecida como O Reino. Depois que Carol acorda de um longo sono, Morgan a apresenta ao líder da comunidade, o rei Ezekiel (Khary Payton) e seu tigre de bengala, Shiva. Enquanto Carol não acredita no disfarce de Ezekiel como um verdadeiro rei medieval e considera-o como ridículo, Morgan parece mais aberto. Ele começa a se envolver mais com a comunidade, ajudando a alimentar seus porcos e despachando zumbis. Ezekiel, impressionado com as habilidades de Morgan com o bastão, pede que ele treine Ben, um jovem sobrevivente que é muito importante para ele. Morgan está relutante no início, pois pensa que o bastão não poderia ter salvado Carol, mas ele finalmente concorda. Enquanto treina Ben, Morgan permite que o rapaz pegue emprestado um livro que Eastman lhe deu da The Art of Peace e afirma que ele está lutando contra suas crenças, pois foi forçado a matar novamente para salvar Carol, mas ainda continua a valorizar a vida. Morgan está mais tarde presente quando Ezekiel e outros membros do Reino entregando suprimentos aos Salvadores, com Ezekiel expressando seu desejo de lutar e derrotar os Salvadores. Mais tarde, Morgan escoltando Carol para uma casa abandonada fora do Reino, onde eles se separam em termos amigáveis antes de Morgan voltar. Semanas depois, Morgan reaparece na casa de Carol, onde depois são abordados pelo conselheiro de Ezekiel, Ricardo, que pede sua ajuda para convencer Ezekiel a lançar um ataque preventivo contra os Salvadores. Morgan se recusa, pois não quer ser o único a quebrar a paz. Quando Carol reitera que ela só quer ficar sozinha, Morgan responde que ela nunca deveria vê-lo antes de partir.
Dias depois, Morgan se reencontra com Rick e os outros quando eles são trazidos ao Reino por Jesus (Tom Payne). Ele diz a eles que encontrou Carol, mas ela foi embora pouco tempo depois de estar no Reino. Mais tarde, ele participa do encontro de Rick com Ezekiel, onde pede ao Reino para se juntar à luta contra os Salvadores. Ezekiel pede a opinião de Morgan e Morgan admite que acredita que a guerra não é a resposta e sugere que eles encontrem outra maneira. Isso faz com que Ezekiel rejeite Rick e o grupo deixa o Reino logo em seguida (embora Daryl fique para trás para se esconder melhor dos Salvadores). Mais tarde, Morgan está presente na nova entrega de suprimentos aos Salvadores, quando as tensões aumentam entre Richard e Jared. Quando as armas são sacadas, Morgan e Ben usam seus cajados para parar Jared. Quando ocorre outra entrega de suprimentos dias depois, Jared atira em Benjamin. Eles correm para a casa de Carol, mas Ben sucumbe aos ferimentos e morre. A morte de Benjamin deixa Morgan perturbado e começa a perder o controle da realidade (com flashbacks de King County passando por sua mente). Quando ele percebe que Richard arquitetou a situação, ele o confronta. Richard afirma que era para ser ele, mas que eles podem usar a morte de Ben para reunir o Reino. No dia seguinte, enquanto compensava os salvadores, Morgan ataca Richard, atordoando-o com seu cajado antes de estrangulá-lo até a morte (chocando ambos os lados). Morgan explica que Richard estava por trás da morte de Ben e é capaz de aplacar os salvadores. Ele então vai ver Carol e revela o que aconteceu, além de contar a ela a verdade sobre todos os Salvadores matados. Ele afirma que vai matar todos eles, um por um, mas Carol o convence a ficar. Morgan então afia seu bastão em uma lança, simbolizando seu favor a violência.
No final da temporada, Morgan é encontrado por Ezekiel, Carol e um grupo de sobreviventes do Reino a caminho de Alexandria, vestindo a armadura de Benjamin e empunhando sua lança. Ezekiel pergunta se ele está determinado a apagar quem ele era, alegando que ele não deseja, mas está "preso" (implicando em sua incapacidade de viver em seu mundo com sua vida e valores). Ezekiel o convence a marchar com eles para Alexandria. Quando eles chegam, eles se juntam aos alexandrinos na batalha contra os Salvadores invasores. Durante a batalha, Morgan mata vários Salvadores (salvando Rick em um ponto), fazendo uso liberal de armas de fogo e sua lança. Ele é visto mais tarde sentado em silêncio, após a batalha, onde é consolado por Carol (já que ambos foram forçados a matar novamente).

#### 8ª Temporada
Morgan faz parte do grupo de soldados de Tara (Alanna Masterson) e Jesus, designado para atacar vários complexos dos Salvadores. Ele lidera o ataque, amenizando as dúvidas ao afirmar "Eu não morro", uma referência aos seus entes queridos morrendo constantemente enquanto ele sobrevive. Morgan é mostrado matando numerosos Salvadores durante o ataque antes de encontrar Jared, o assassino de Benjamin, novamente. Ele está prestes a matá-lo quando Jesus o impede, declarando que eles se renderam. O grupo de Morgan leva os Salvadores capturados de volta ao Hilltop como prisioneiros. Quando os prisioneiros tentam escapar, Morgan mata um deles, mas é impedido por Jesus de matar os outros. Sua discordância sobre a matança leva Morgan a atacar Jesus, levando a uma luta acirrada. Apesar de estar aparentemente equilibrado, Jesus consegue desarmar Morgan que afirma "Eu sei que não estou certo. Mas isso não me torna errado" antes de deixar o grupo.
Posteriormente, é mostrado que Morgan escolheu assumir um posto de vigilância do Santuário em vez de lutar ativamente na guerra. Mais tarde, ele ajuda a estabelecer cobertura para o ataque de Daryl e Rosita ao Santuário, ajudando-os a quebrar as paredes com um caminhão de lixo e permitindo que o rebanho de zumbis entre. Quando Rick chega mais tarde com os Catadores, ele encontra os sentinelas mortos, o Santuário livre de zumbis e nenhum sinal de Morgan. Jones retorna ao Reino a tempo de ouvir Gavin ameaçando Ezekiel enquanto o Reino é invadido por Salvadores. Ele se une a Carol para resgatar Ezekiel e matar os salvadores que assumiram o controle. Juntos, Morgan, Carol e o rei matam os Salvadores e reivindicam o reino. Morgan captura Gavin, o alto-tenente salvador responsável pela morte de Benjamin e se prepara para matá-lo, apesar dos esforços de Carol e Ezekiel para convencê-lo do contrário. Antes que Morgan possa matar Gavin, Gavin é repentinamente morto pelas costas pelo irmão mais novo de Benjamin, Henry, para choque dos três. Posteriormente, Morgan se esquiva das perguntas de Henry sobre o assassino de seu irmão e pensa em contar-lhe a verdade. Depois de descobrir que Carl morreu ajudando um estranho, Morgan mente para Henry que Gavin foi o assassino de Benjamin e, como tal, Henry já se vingou. Mais tarde, Morgan participa da defesa da Colônia Hilltop e ajuda a repelir o ataque dos Salvadores e depois a lidar com os residentes reanimados que foram transformados pelas armas contaminadas dos Salvadores. Depois, Morgan fica triste ao saber que Henry está desaparecido.
Morgan se junta a Carol em uma busca por Henry e continua alucinando, desta vez com um Henry morto. Oprimido e tendo encontrado um zumbi com o bastão de luta de Henry empalado através dele, Morgan dá Henry como morto e abandona Carol para continuar a busca por conta própria. Morgan diz a Carol que "Eu não morro, apenas vejo" e sente que não pode salvar ninguém de quem gosta. Em vez disso, Morgan se junta aos esforços de Rick para rastrear os prisioneiros Salvadores que escaparam, incluindo Jared. Os dois homens são capturados pelos Salvadores, mas Rick tenta convencer os salvadores a libertá-los enquanto um rebanho de zumbis está chegando. Quando o rebanho chega, Rick e Morgan são soltos e então se voltam contra os Salvadores, matando vários deles. Morgan tem um confronto final com Jared, terminando com Morgan prendendo Jared e garantindo que ele seja devorado por zumbis, obtendo sua vingança pelo assassinato de Benjamin. Morgan e Rick discutem seu primeiro encontro e Morgan explica que sua escolha de salvar Rick na época resultou do fato de que seu filho estava com ele. Ao retornar ao Hilltop, Morgan fica chocado, mas aliviado ao descobrir que Carol encontrou e resgatou Henry. Morgan informa Henry que ele se vingou do assassino de Benjamin, mas Henry apenas se desculpa depois de ver o estado de Morgan.
O estado mental de Morgan continua a se deteriorar, fazendo-o alucinar Jared e acidentalmente derrubar Henry enquanto perseguia Alden e os prisioneiros Salvadores libertados que estavam retornando de uma missão legítima para o Hilltop. Morgan continua sua postura agressiva em relação aos Salvadores, massacrando um grupo que a Milícia embosca enquanto Jesus tenta consolar Morgan a assumir uma postura menos violenta, usando a ponta romba de seu bastão para os vivos e a ponta pontiaguda para os mortos. Durante a batalha final com os Salvadores, Morgan quase mata um Salvador subjugado, mas, em vez disso, decide seguir o conselho de Jesus no último momento e nocauteia o homem. Depois de ouvir o discurso de Rick para as comunidades reunidas, Morgan entrega a armadura de Benjamin para ser dada a Henry e decide seguir seu próprio caminho por um tempo para que ele possa seguir em frente e se curar mentalmente. Morgan faz uma oferta de Rick para Jadis (Pollyanna McIntosh), a ex-líder dos Catadores, para se juntar a Alexandria para que ela não tenha que ficar sozinha. Jadis, revelando que seu nome verdadeiro é Anne, aceita sua oferta enquanto Morgan fica sozinho no Ferro-velho que funcionou como o lar dos Catadores.

### Fear the Walking Dead

#### 4ª Temporada
Pouco depois da guerra com os Salvadores, Morgan é visitado no Ferro-velho por Jesus, Carol e Rick, que separadamente tentam fazer com que Morgan retorne com eles. Rick avisa Morgan que não importa o quão longe ele corra, ele eventualmente se encontrará com pessoas novamente. Posteriormente, Morgan deixa o Ferro-velho e começa a viajar para o oeste, chegando no Texas, onde conhece John Dorie (Garret Dillahunt). Depois de encontrar um grupo hostil de sobreviventes, os dois homens são resgatados por uma jornalista chamada Althea (Maggie Grace) e então capturados por Victor Strand (Colamn Domingo), Luciana Galvez (Danay Garcia), Nick (Frank Dillane) e Alicia Clark (Alycia Debnam-Carey). No início, Morgan tenta ficar fora dos assuntos de seus novos amigos, além de tentar convencer Nick a abandonar seu caminho de vingança, que termina com a morte de Nick. Depois de ouvir a história de John e seu amor pela mulher que ele conhecia como Laura, Morgan decide ir atrás de seus novos amigos e tentar parar sua guerra com o grupo Os Abutres, sem sucesso. Para salvar a vida de John depois que ele leva um tiro, Morgan, Al, June (Jenna Elfman), que é a mulher que John conhecia como Laura, e uma jovem chamada Charlie (Alexa Nisenson) voltam ao estádio de beisebol Dell Diamond, onde o grupo de Alicia formou uma comunidade antes de ser destruído pelos Abutres. Morgan ajuda a obter os suprimentos médicos necessários e usa suas próprias experiências para convencer Alicia a não se vingar de June e Charlie.
Mais tarde, Morgan decide voltar para Alexandria para dizer a Rick que ele estava certo: Morgan encontrou seu caminho de volta para as pessoas, afinal. Durante esse tempo, o grupo de Morgan descobre que uma série de motoristas de caminhão liderados por um homem chamado Urso Polar têm deixado suprimentos ao longo das estradas para quem precisa deles. No entanto, um poderoso furacão atinge, separando o grupo. Enquanto se refugiava em um caminhão durante a tempestade, Morgan é acidentalmente transportado para o Mississippi, onde faz três novos amigos em Jim, Sarah e Wendell. O grupo faz o seu caminho de volta para o Texas, deixando caixas de suprimentos pertencentes ao motorista do caminhão original ao longo da estrada para outros sobreviventes, mas entra em conflito com uma mulher chamada Martha (Tonya Pinkins) que ficou louca depois de perder seu marido em um acidente de carro quando ninguém iria ajudá-la. Depois de assistir às fitas de vídeo de Al, Martha vê a declaração de Morgan de que "Eu perco pessoas e depois me perco" e se propõe a tornar Morgan forte matando seus amigos.
Morgan se torna o líder do grupo quando eles ficam encurralados em um hospital e Jim é mordido. Culpando-se pela situação, Morgan tenta se sacrificar para permitir que seus amigos escapem, mas eles voltam e resgatam Morgan enquanto Jim se sacrifica para que todos possam escapar. Morgan decide liderar seu novo grupo para Alexandria, mas tenta ajudar Martha primeiro, que envenenou os outros com anticongelante. Incapaz de ajudar seus amigos, Morgan mais uma vez quase perde sua sanidade, mas recupera o controle e faz uma jornada árdua para salvar os outros. Morgan consegue alcançar os outros a tempo e se opor ao envenenamento por anticongelante através do etanol na cerveja da cervejaria de Jim. Ao retornar para ajudar Martha, ela descobre que ela sucumbiu a uma infecção massiva de um ferimento anterior não tratado e Morgan a mata e a enterra. Inspirado por seu conflito com Martha, uma mulher levada à loucura porque ninguém queria ajudar, Morgan opta por não voltar para Alexandria. Em vez disso, Morgan decide assumir uma fábrica de jeans e usá-la junto com os recursos que o Urso Polar deixou para ajudar outros sobreviventes necessitados. O resto do grupo opta por se juntar aos esforços de Morgan em vez de seguir caminhos separados ou para Alexandria.

## Desenvolvimento e recepção
Lennie James interpretou Morgan na estreia da série "Days Gone Bye". Mike Ryan da Vanity Fair descreveu Morgan em sua crítica do episódio como "medo de que os zumbis não entrem, o que parece uma reação razoável". Liz Kelly e Jen Chaney do The Washington Post comentaram sobre Morgan e Duane, "cuja perda da figura materna em sua família nos lembrou um pouco dos personagens de 'Lost', o Michael e Walt Lloyd". Josh Jackson de Paste descreveu Morgan e Duane como "assombrados pela esposa de Morgan andando pelas ruas fora da casa suburbana onde eles se agacham. Incapazes de tirá-la de sua miséria ou seguir em frente sem ela, eles estão congelados no lugar, assombrados pela perda que não foi realmente embora. É o mais terrível dos cenários, assombrado pela casca de um ente querido, zumbis não são genéricos; isso é pessoal". Leonard Pierce, do The A.V. Club descreveu Morgan como "lindamente interpretado pelo sempre bem-vindo Lennie James" e acrescentou que "adiciona um momento de choque quando ele se encontra genuinamente se desculpando por não ter matado sua esposa agora reanimada". 59
Foi confirmado em 19 de novembro de 2012 que Morgan voltaria na terceira temporada. Em uma entrevista à Inside TV, Robert Kirkman define o título do episódio "Clear" e como ele se relaciona com Morgan: "Significa muitas coisas. São as devastações de um louco, mas também sobre ele tentando limpar sua vida e remover todos os emaranhados ao seu redor. Ele mora sozinho, então está tentando manter a mente limpa. Basicamente, trata-se de se livrar de sua esposa e filho, e a única maneira de sobreviver é se livrar dele. Limpar a área ao redor dele".  Kirkman também sentiu que Lennie James estava "realmente interpretando um personagem completamente diferente e fazendo coisas completamente diferentes neste episódio e é tão incrível fazer isso. Então foi muito divertido tê-lo de volta e tê-lo fazendo coisas tão diferentes".
Em sua recapitulação do episódio, Todd VanDerWerff do Los Angeles Times, chamou Lennie James de "ator brilhante" e sentiu que "seu papel é significativo o suficiente para que ele essencialmente se torne o principal coadjuvante da peça". Eric Kain, da Forbes, chamou a performance de Lennie James de "absolutamente fascinante", observando que Morgan "é um homem mudado, e não para melhor"; Kain disse que a recusa de Morgan em a oferta de Rick para voltar à prisão com ele foi "uma cena gloriosa". Zack Handlen, do The AV Club, descreve a situação de Morgan: "O crime de Morgan é não poder deixar o passado para trás; ele não podia atirar em sua esposa zumbificada, então sua esposa morta matou seu filho. Agora ele não tem nada pelo que viver. Ele não tem mais força de vontade para se matar. O que o deixa preso. Ele não pode se juntar ao grupo de Rick, não importa o quanto Rick queira, porque isso significaria se conectar com as pessoas de novo, ficar vulnerável, correr riscos e ter que sofrer quando seus novos amigos morrerem. E você não pode se matar, pois isso exigiria um tipo diferente de coragem. Então você foi pego construindo suas armadilhas, cobrindo as paredes com seus escritos, enviando mensagens, mensagens para estranhos que ele nunca verá".